# Jonas Salk
Jonas Salk, född 28 oktober 1914 i New York, död 23 juni 1995 i La Jolla, Kalifornien, var en amerikansk virolog.
Han utvecklade 1955 det första poliovaccinet vid University of Pittsburgh . Han var chef vid Salk Institute for Biological Studies vid University of California i San Diego 1963–1975.
Sina sista år ägnade han åt att söka ett vaccin mot aids.

## Galleri

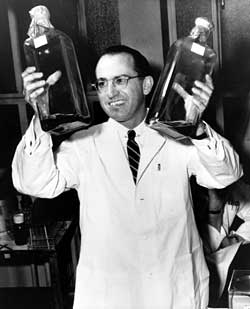
Jonas Salk 1955 vid University of Pittsburgh där han utvecklade poliovaccinet.
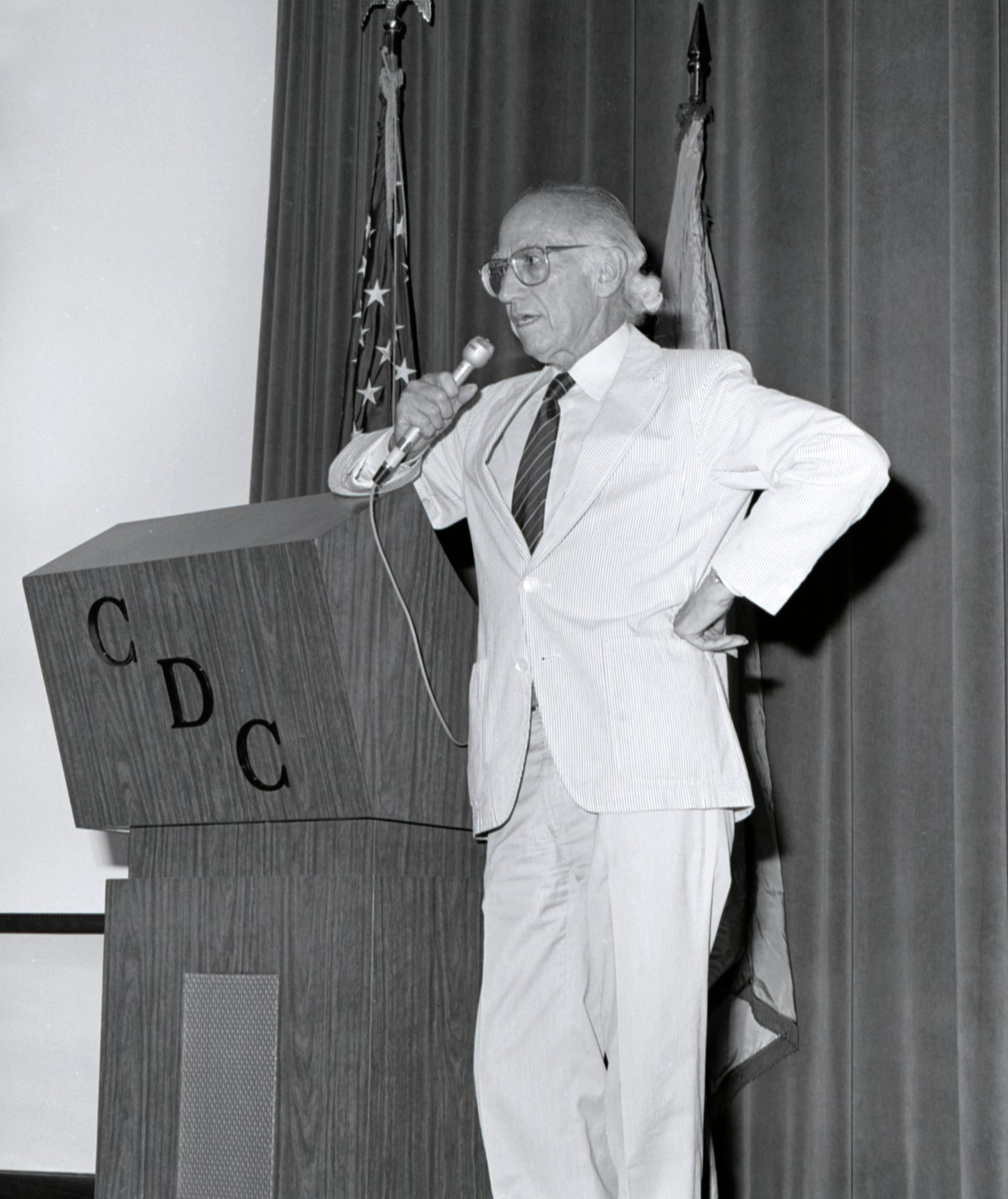
Jonas Salk talar vid Centers for Disease Control and Prevention 1988.